# Jardins del Palau de Pedralbes
Els Jardins del Palau de Pedralbes es troben a l'Avinguda Diagonal, 686, al barri del mateix nom de Barcelona, i estan catalogats com a bé cultural d'interès local, tot i que el conjunt dels jardins, les estàtues i els brolladors exteriors i el mateix palau ho està com a bé cultural d'interès nacional.

## Història i descripció
El 1859, Joan Güell i Ferrer va adquirir l'antiga masia de Can Custó de les Corts de Sarrià, i la va fer reformar per a convertir-la en una casa-torre d'estiueig, la Torre Güell. La finca fou heretada pel seu fill Eusebi Güell i Bacigalupi, que inicià una política d'expansió amb l'adquisició de les propietats circumdants: Cal Feliu, Can Baldiró, Can Berra o Cuiàs de la Riera i Can Granota, que juntes formaren la Finca Güell, d'una gran extensió (més de 30.000 m²). Entre 1884 i 1887, Antoni Gaudí hi va projectar un mur de tanca, els miradors, els pavellons de porteria i les portes d'accés a la finca, així com una part dels jardins, on va dissenyar dues fonts i una pèrgola, i va plantar diversos tipus de plantes mediterrànies (pins, eucaliptus, palmeres, xiprers i magnòlies).
El 4 d'agost del 1921, Josep Maria Lacoma i Buxó (que hi va aportar la Torre Güell) i Joan Antoni Güell i López van constituir la Comissió Constructora del Palau Reial de Pedralbes. El 2 de maig del 1924, i davant la impossibilitat d'acabar les obres per manca de recursos econòmics, la Comissió va acordar la cessió del Palau i dels jardins que l'envolten a l'Ajuntament de Barcelona, que va assumir les factures pendents. El 12 de maig, en un acte protocol·lari amb l'assistència de diversos membres de l'aristocràcia i la burgesia locals, l'alcalde Fernando Álvarez de la Campa va lliurar-ne les claus al rei Alfons XIII, que el 17 de maig va atorgar el títol de baró de Minguella a Josep Maria Lacoma. Entre 1925 i 1927, Nicolau Maria Rubió i Tudurí en va redissenyar els jardins, integrant en un traçat geomètric gran part dels arbres ja existents, amb un estany i diversos elements decoratius, com tres fonts lluminoses obra de Carles Buïgas, diverses estàtues, com la de la Reina Isabel II mostrant el seu fill Alfons XII davant de l'entrada principal del palau, obra d'Agapit Vallmitjana.
El 1962, l'Ajuntament encarregà a Eulàlia Fàbregas de Sentmenat l'escultura Mediterrània, que presideix l'estany que hi ha a l'entrada del recinte.
En quant a la vegetació, hi ha cedres de l'Himàlaia, grans exemplars de cedres de l'Atles (Cedrus atlantica), a l'esquerra de l'entrada del parc, i alguns exemplars de cedre japonès (Cryptomeria japonica) i de cedre d'encens (Calocedrus decurrens). Altres coníferes són el pi pinyer (Pinus pinea) i el pi blanc (Pinus halepensis); el xiprer (Cupressus sempervirens), el xiprer de Monterrey (Cupressus macrocarpa) i el xiprer d'Arizona (Cupressus glabra) i la tuia (Thuja orientalis). També destaquen els til·lers (Tilia europaea) i els til·lers argentats (Tilia tomentosa) situats en els eixos principals del jardí, els grans eucaliptus (Eucalyptus globulus) i el bosquet de bambús (Phyllostachys sp). Destaquen, per la seva raresa, quatre exemplars de freixe de flor (Fraxinus ornus) i un exemplar de savina (Juniperus phoenicea).

### Font d'Hèrcules

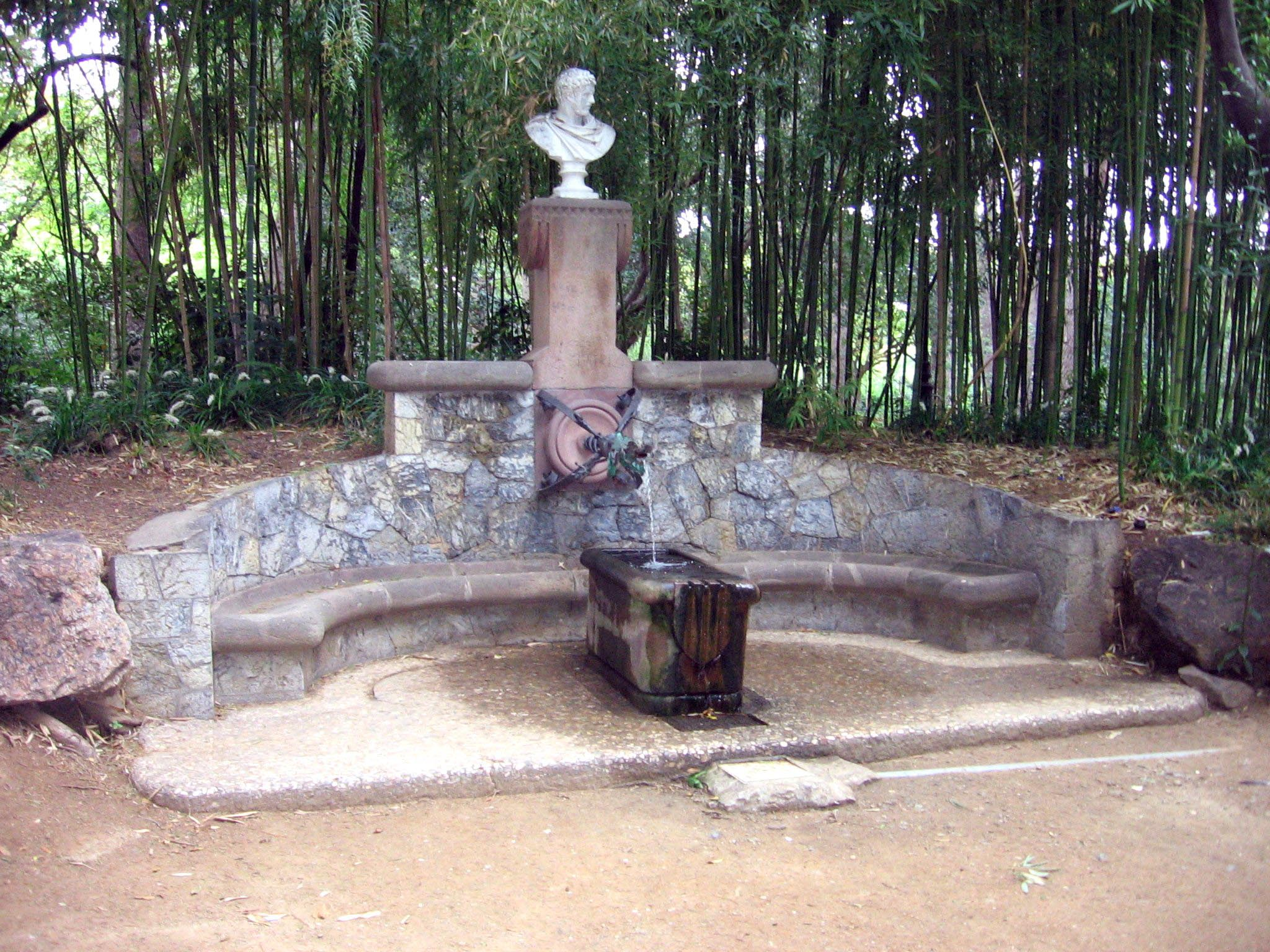
Font d'Hèrcules, obra d'Antoni Gaudí

De l'antiga Finca Güell encara subsisteix la Font d'Hèrcules, una composició formada per un banc corbat, un pedestal i un cap de drac de ferro que escup l'aigua sobre una pica, que du frontalment gravat l'escut de les quatre barres. El conjunt està coronat per un bust modern de l'heroi mitològic romà d'Hèrcules, o Hèracles en la versió grega, amb el casc fet de la pell del lleó de Nemea, tal com descriu Hesíode. El dragó de forja, de caràcter decididament oriental, que escup l'aigua forma part del mite del jardí de les Hespèrides, representat a l'antiga porta nord de la finca, amb el drac Ladó encadenat al pilar capçat amb el taronger que custodiaven les tres Hespèrides. Aquest va ser realitzat el 1885 al taller de forja de Vallet i Piqué del carrer de Roger de Llúria.
La font va restar oculta al mig d'un bosquet de bambús i ni tan sols va ser detectada a la reforma de Rubió i Tudurí de 1928, fins que el 8 de setembre del 1983 l'arquitecte Ignasi Serra i Goday la localitzà i es va restaurar.

## Galeria

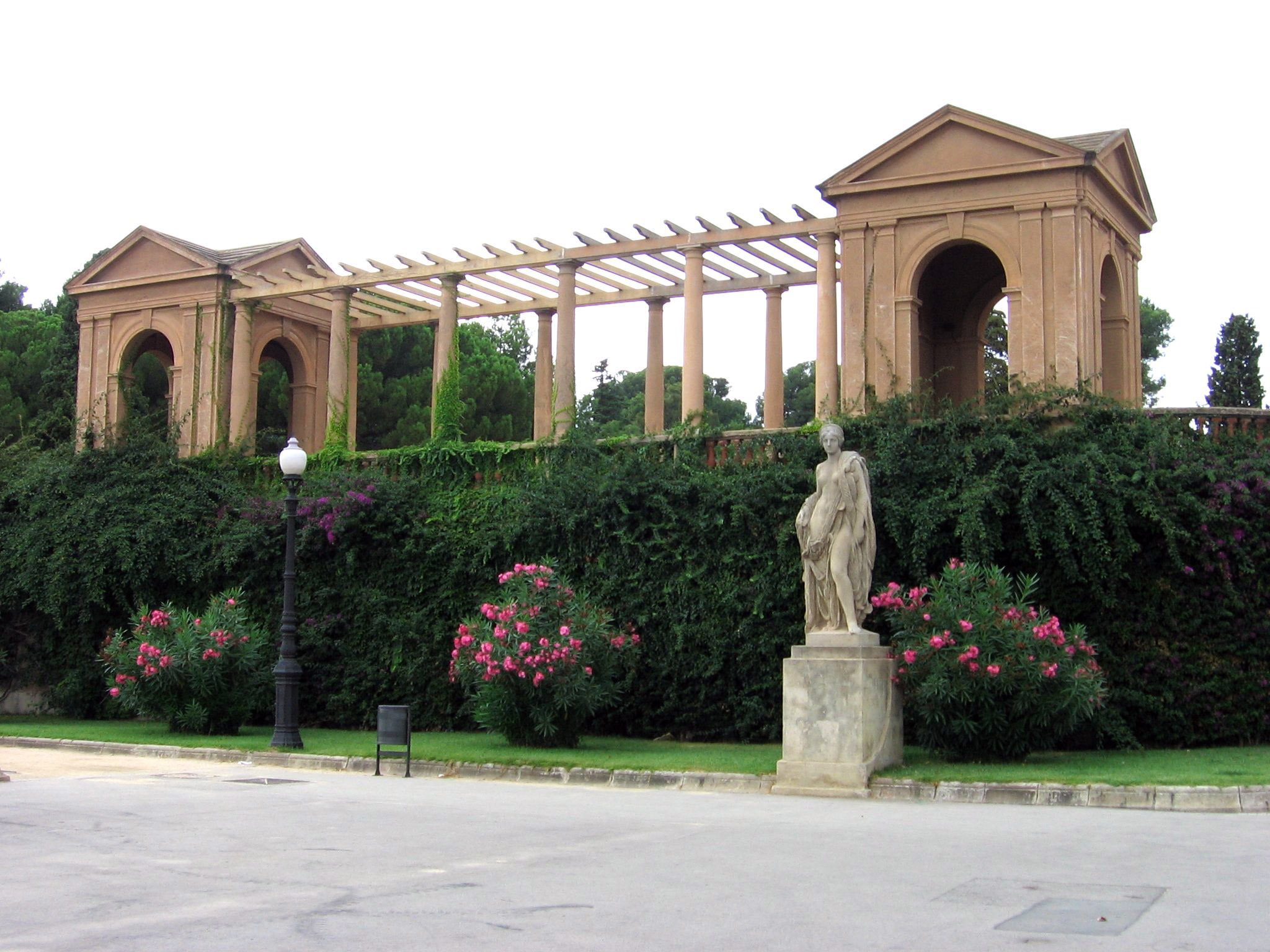
Pèrgola de la tanca del recinte
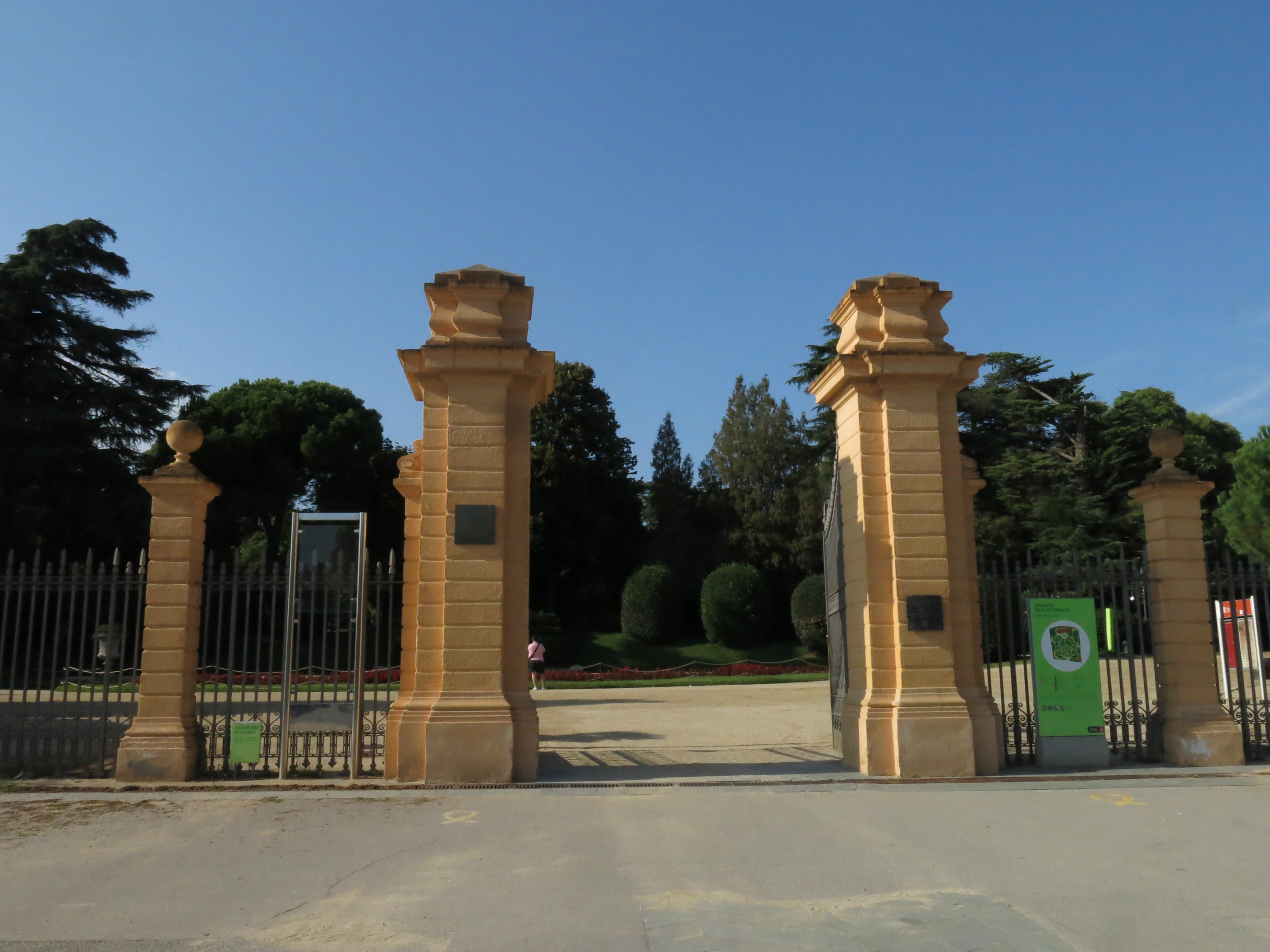
Porta d'entrada al recinte
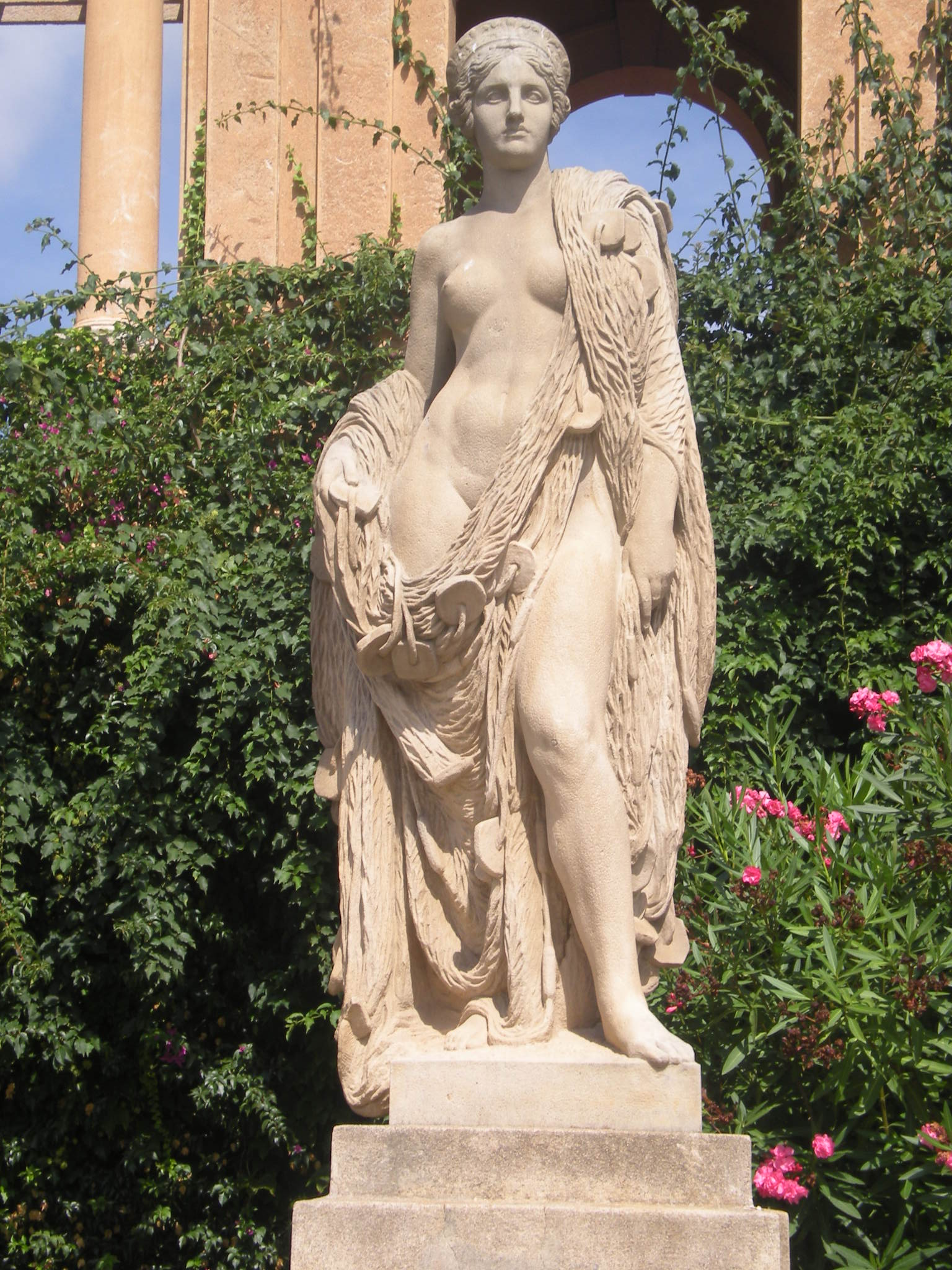
Escultura Al·legoria a la Marina d'Eusebi Arnau
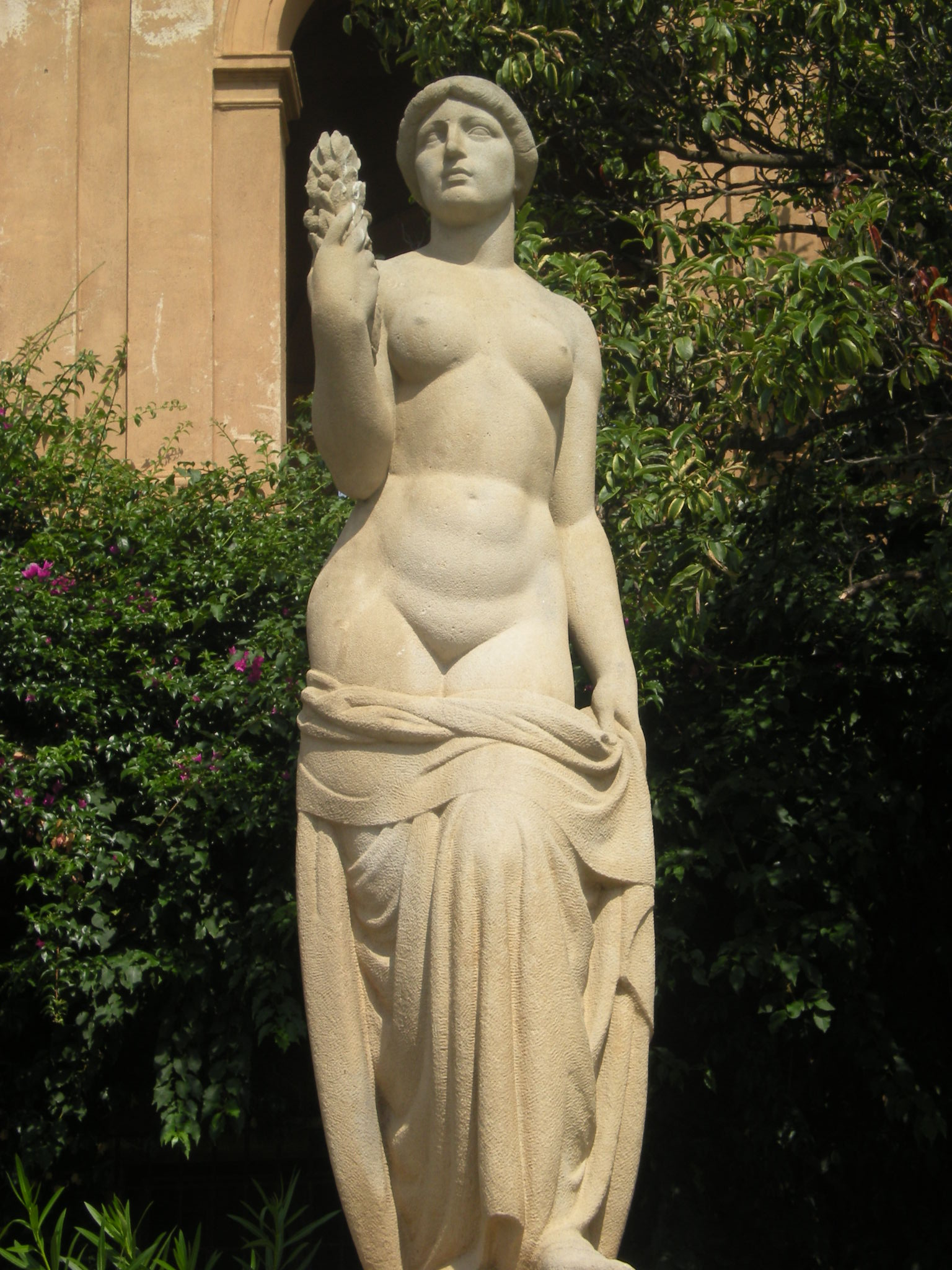
Escultura exterior d'Àngel Tarrach
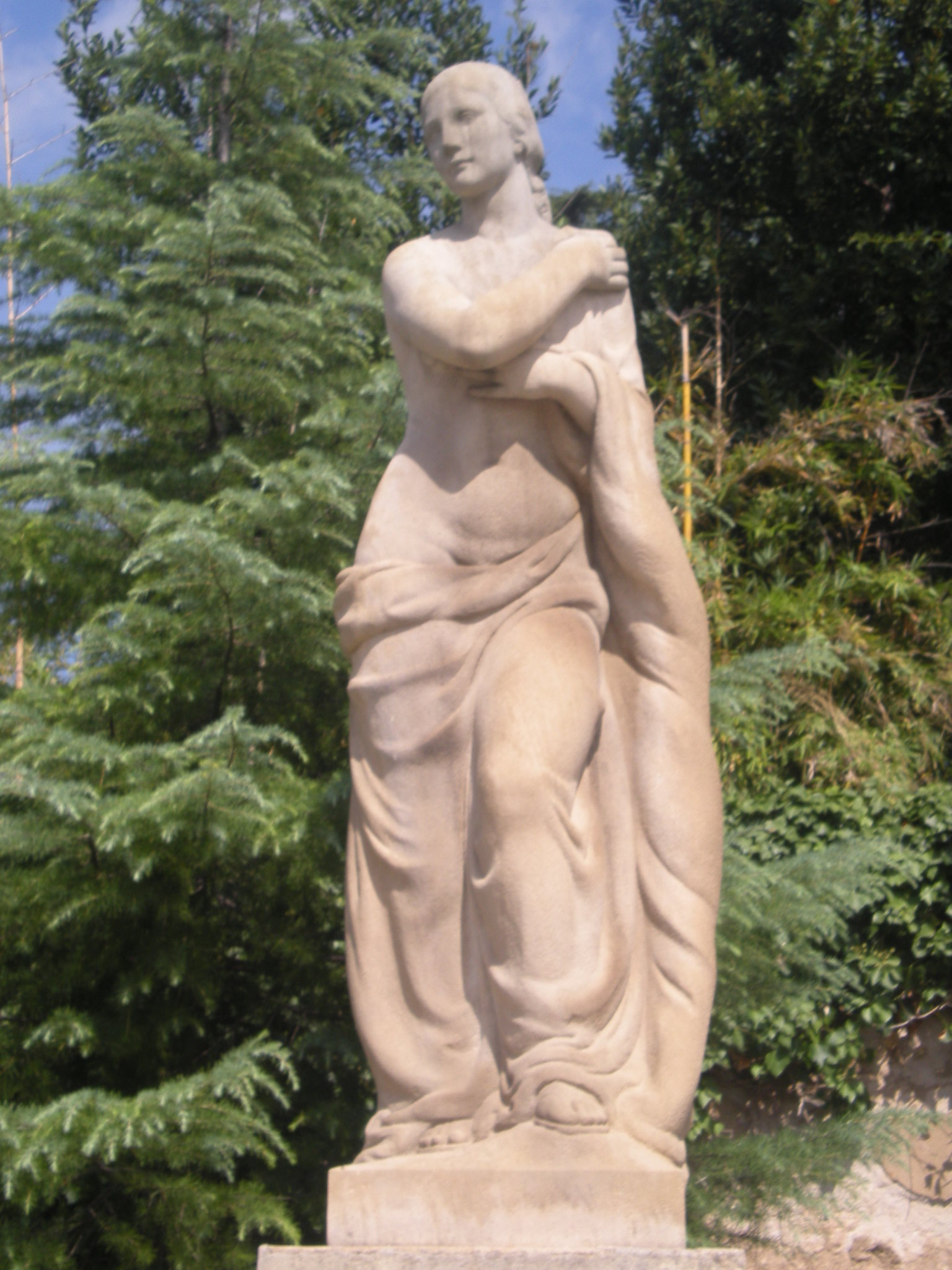
Escultura exterior d'Enric Casanovas
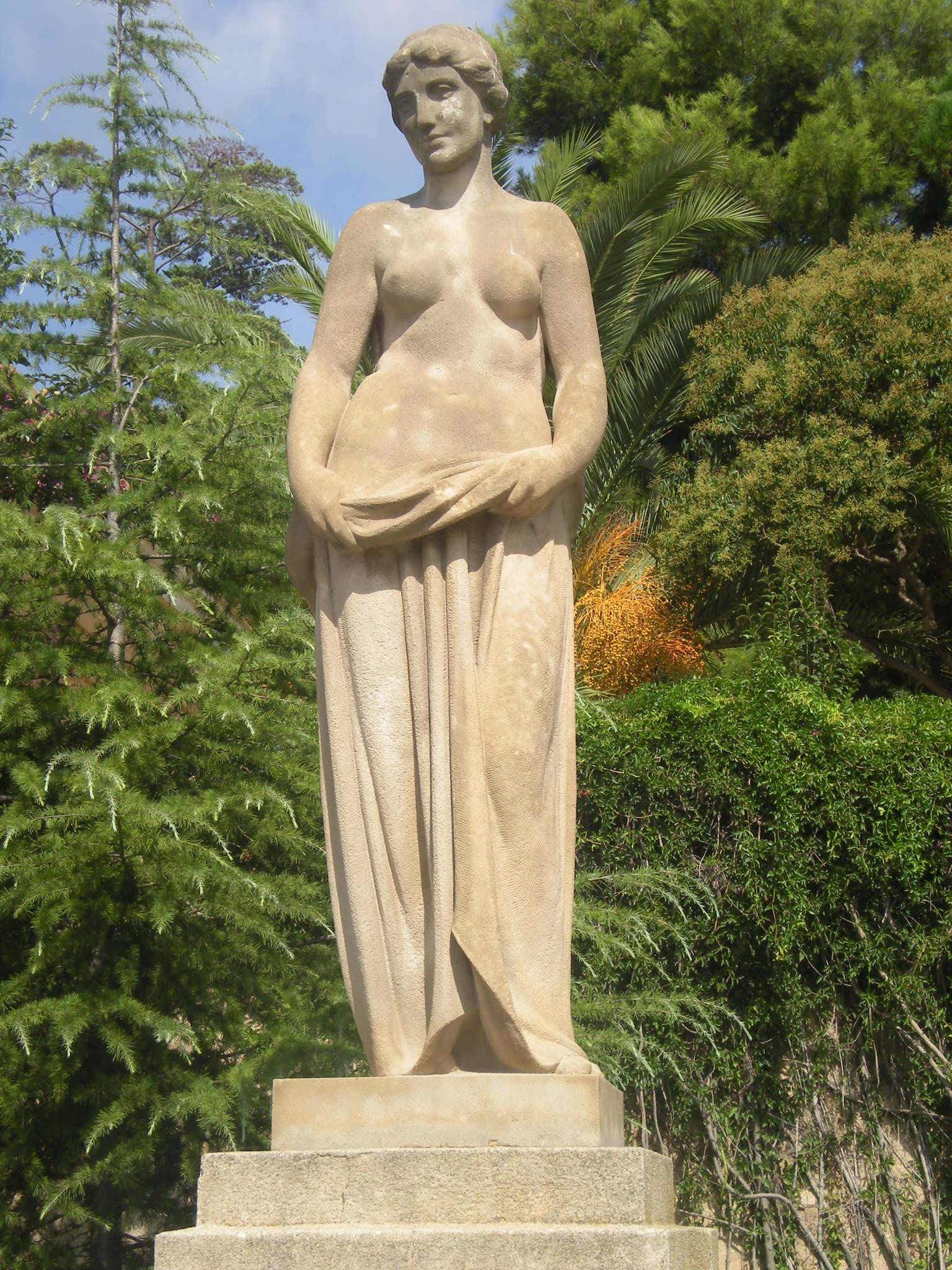
Escultura exterior de Josep Llimona
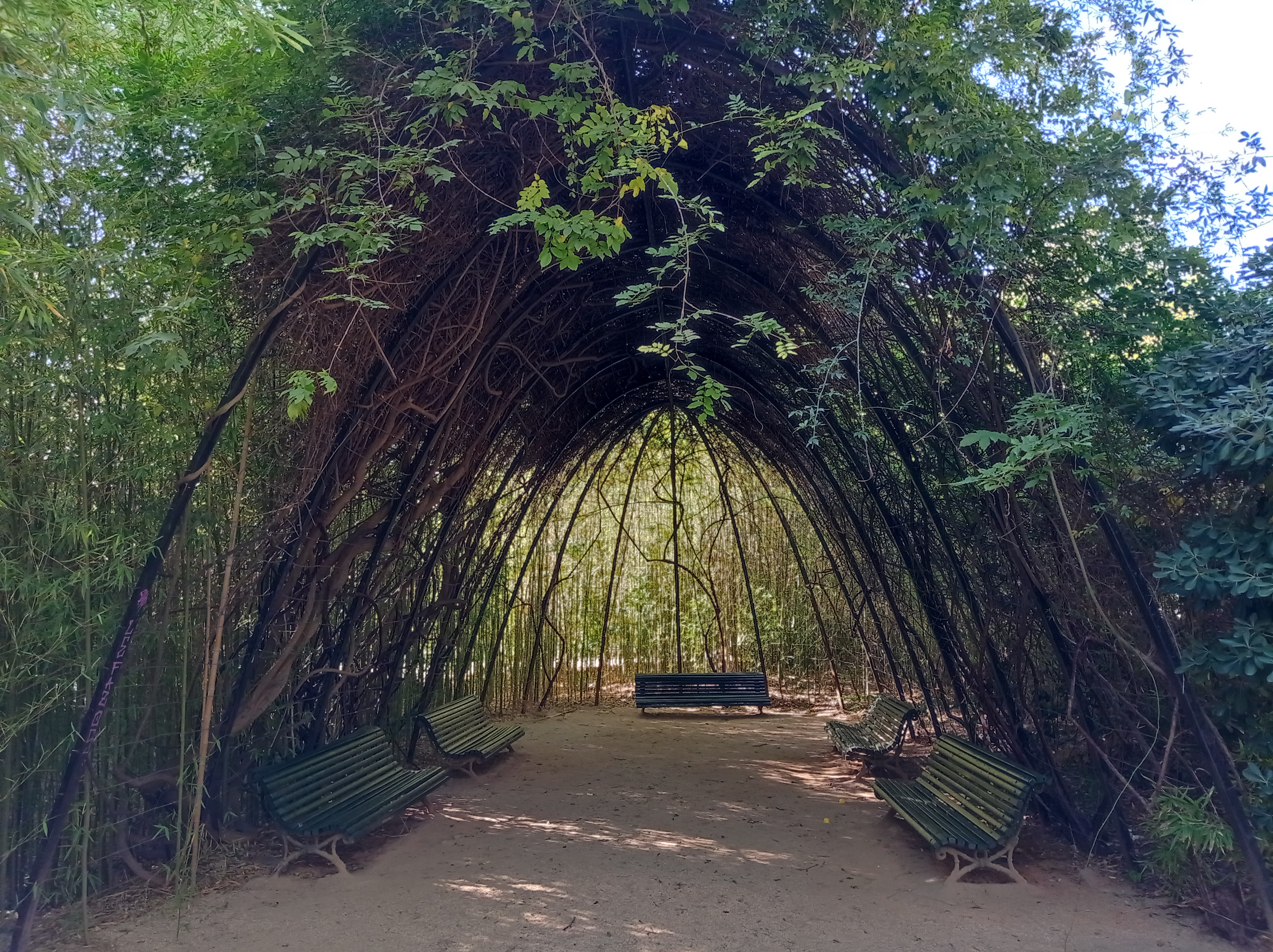
Pèrgola d'Antoni Gaudí
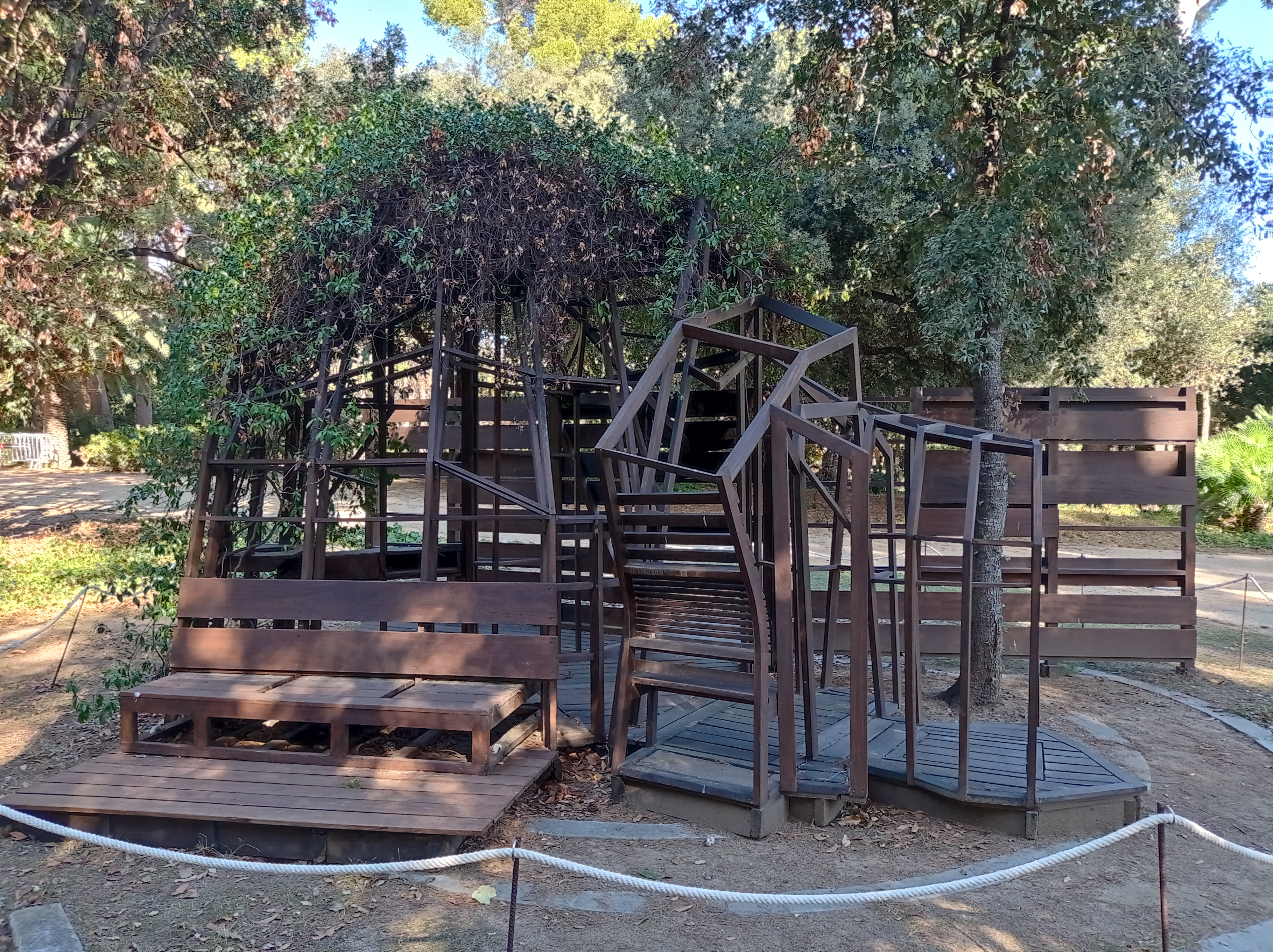
Kolonihaven, obra d'Enric Miralles i Benedetta Tagliabue
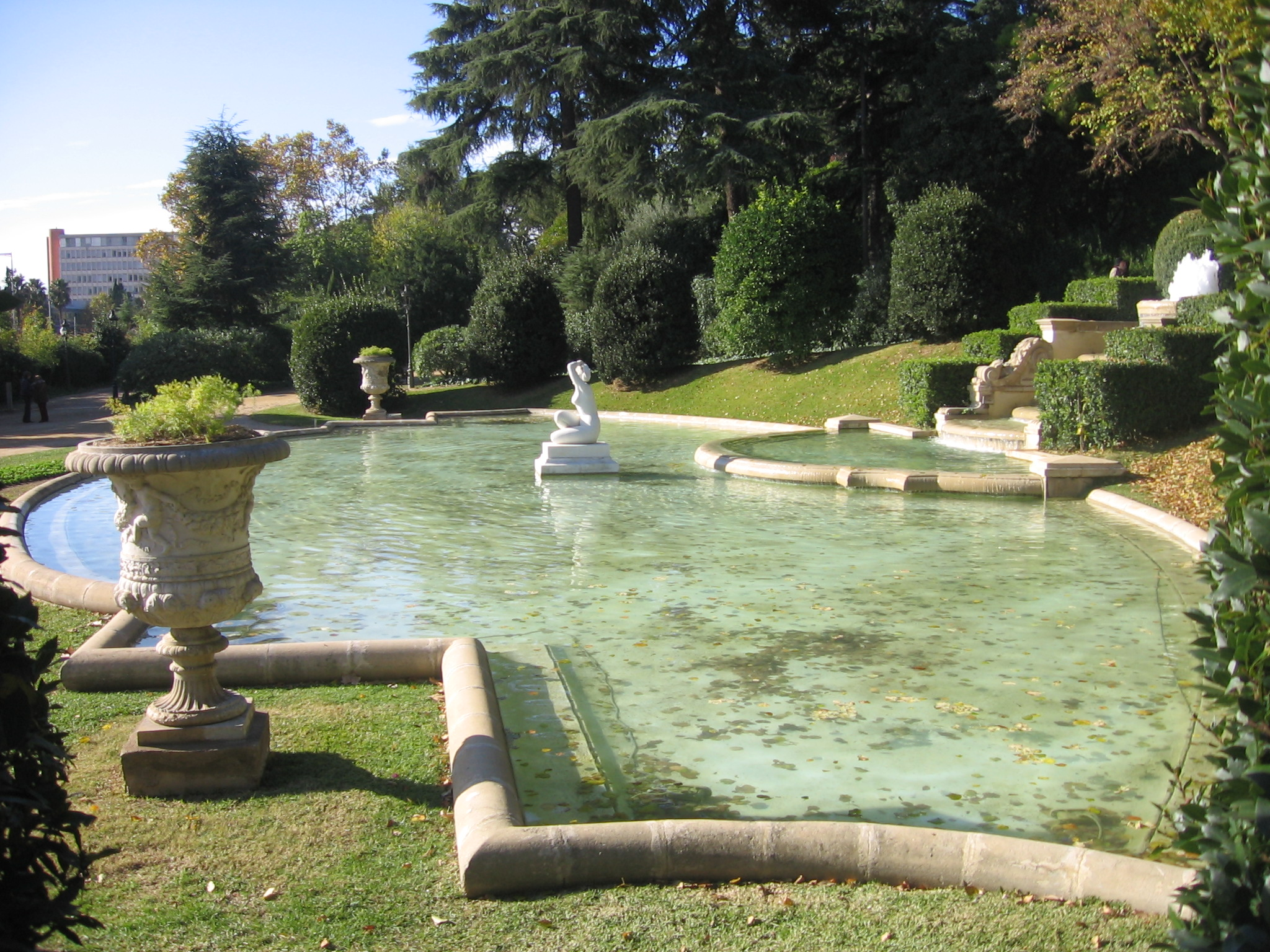
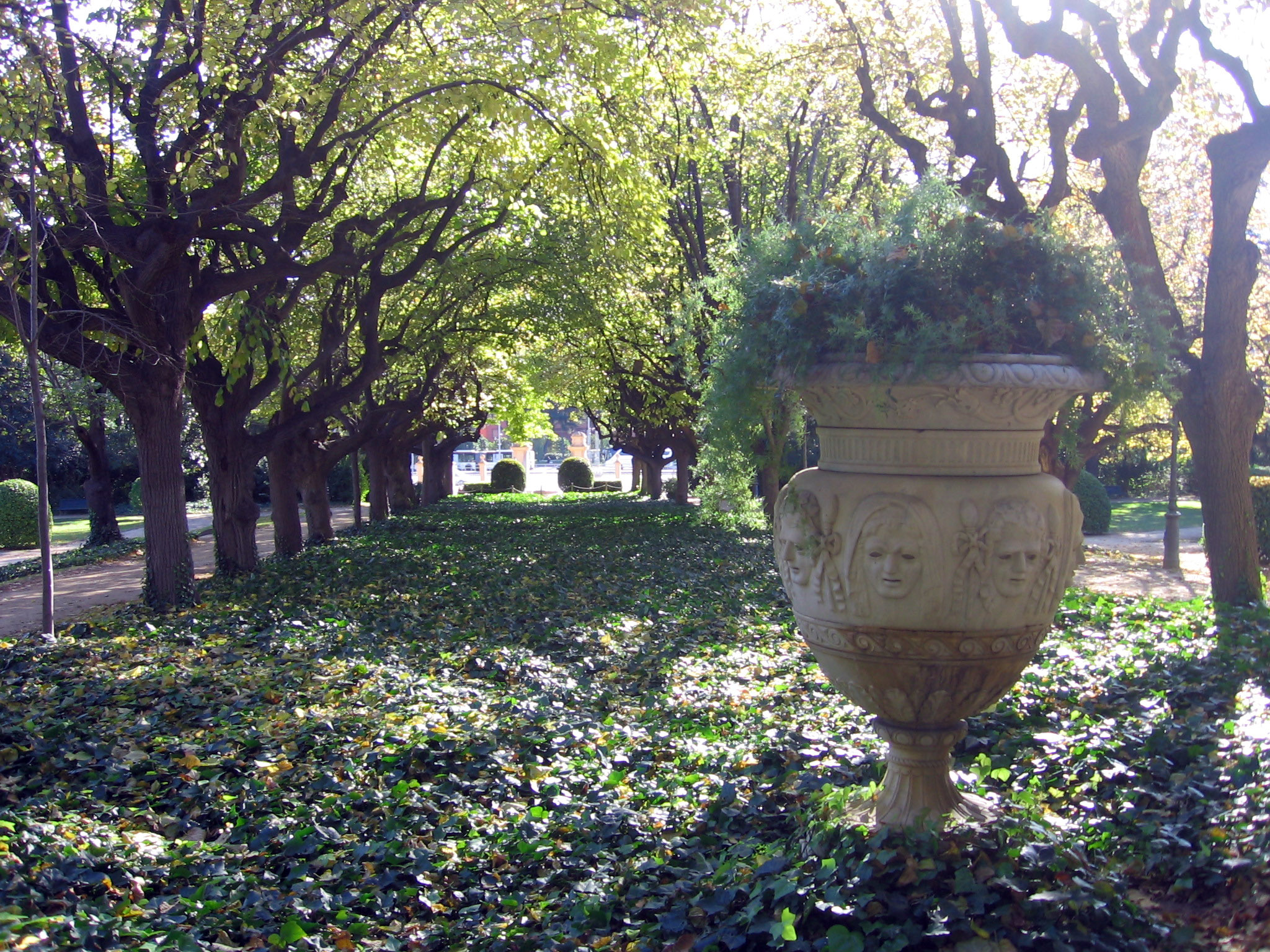
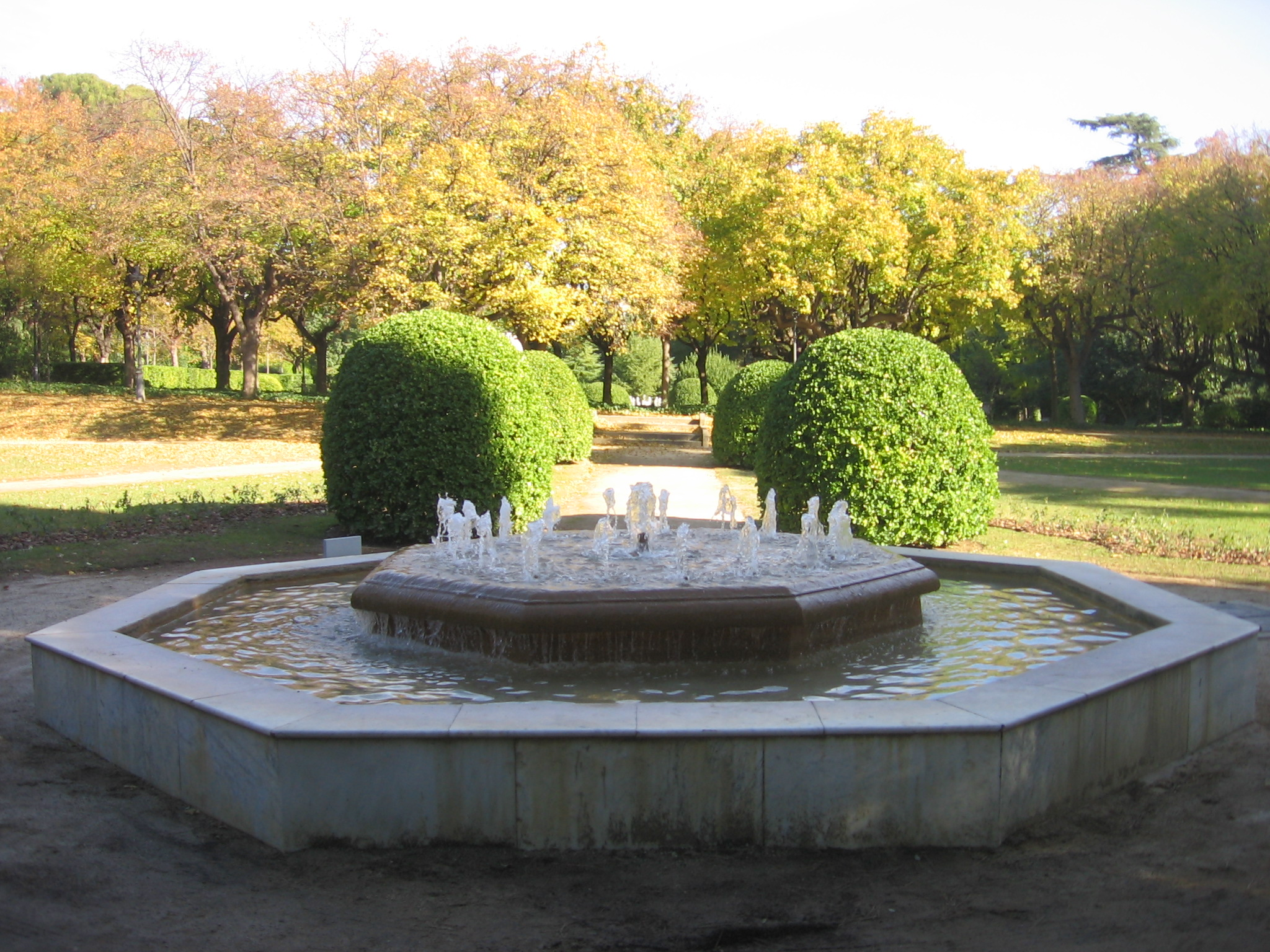
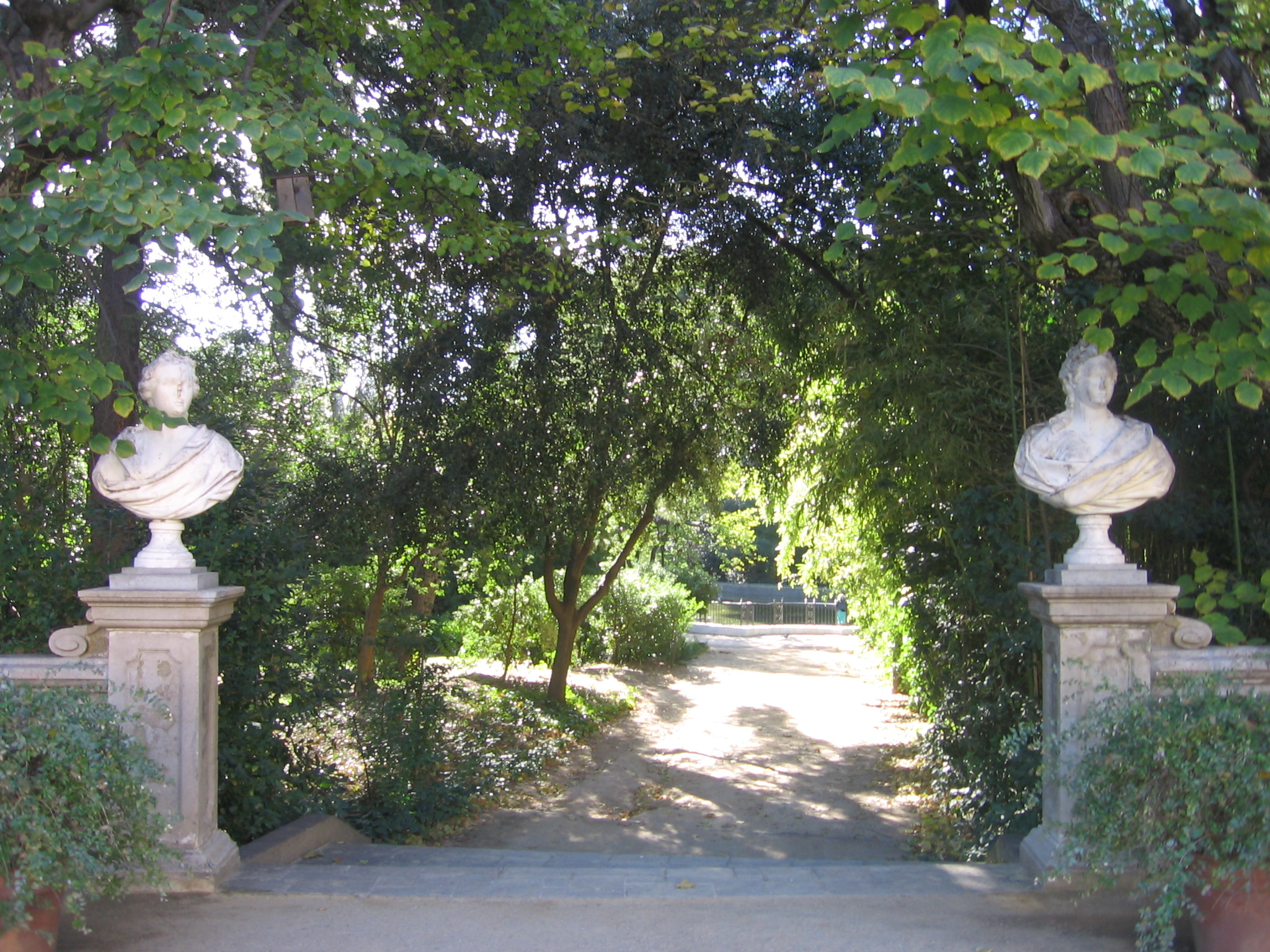